# Trommelfördermaschine

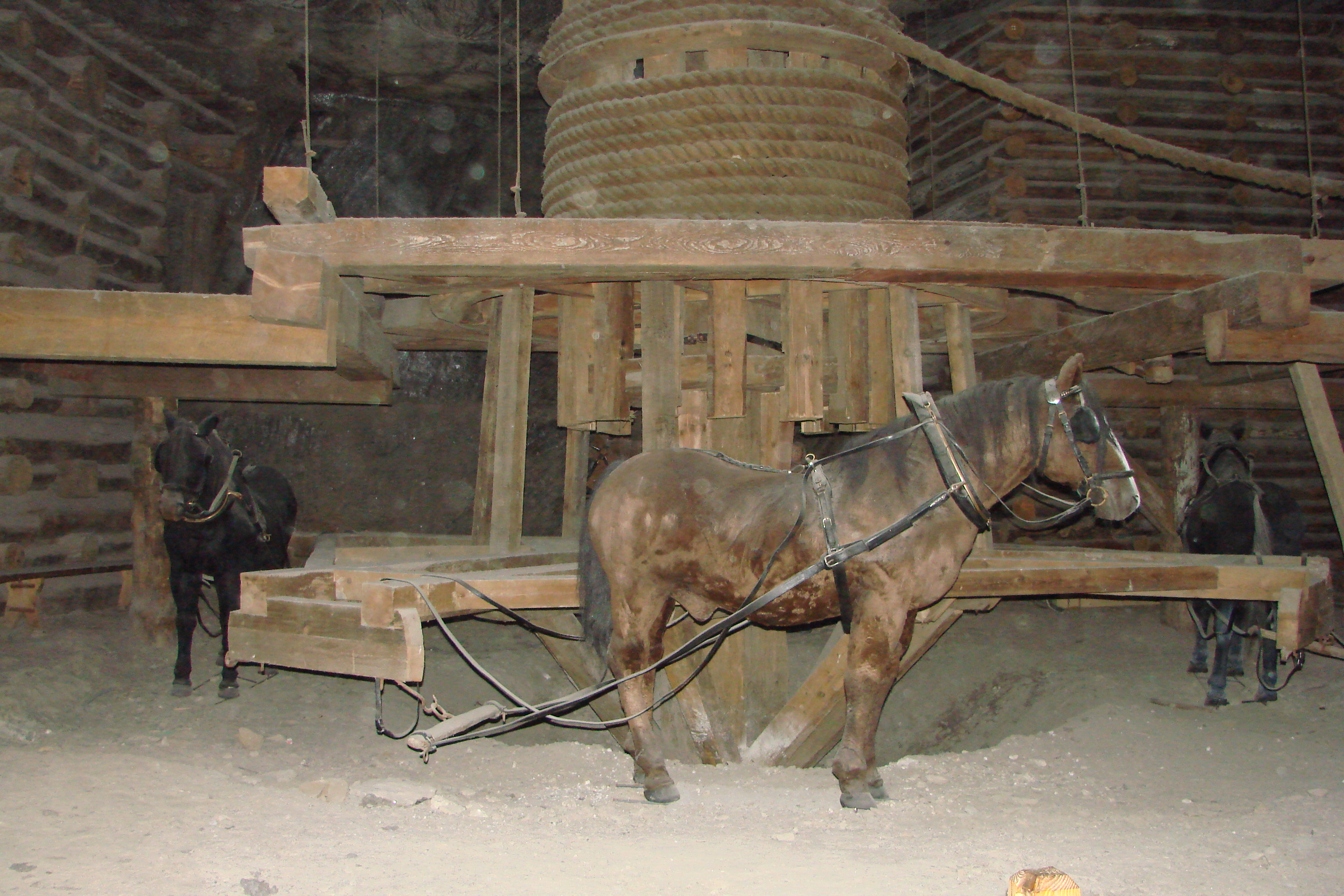
Seiltrommel bei einem Pferde-Rundgöpel

Eine Trommelfördermaschine ist eine Fördermaschine bei der als Seilträger eine spezielle Seiltrommel verwendet wird, auf der das Förderseil auf- oder abgewickelt wird. Die Seiltrommel bildet bei diesem Maschinentyp den Hauptteil der Arbeitsmaschine. Trommelfördermaschinen sind sowohl für besonders geringe als auch für besonders große Teufen gut geeignet. Ihre Einsatzbereiche liegen, je nach Bauart, bei geringeren Teufen von etwa 100 Meter und bei großen Teufen bis 3000 Meter, zum Teil auch darüber hinaus.

## Geschichte

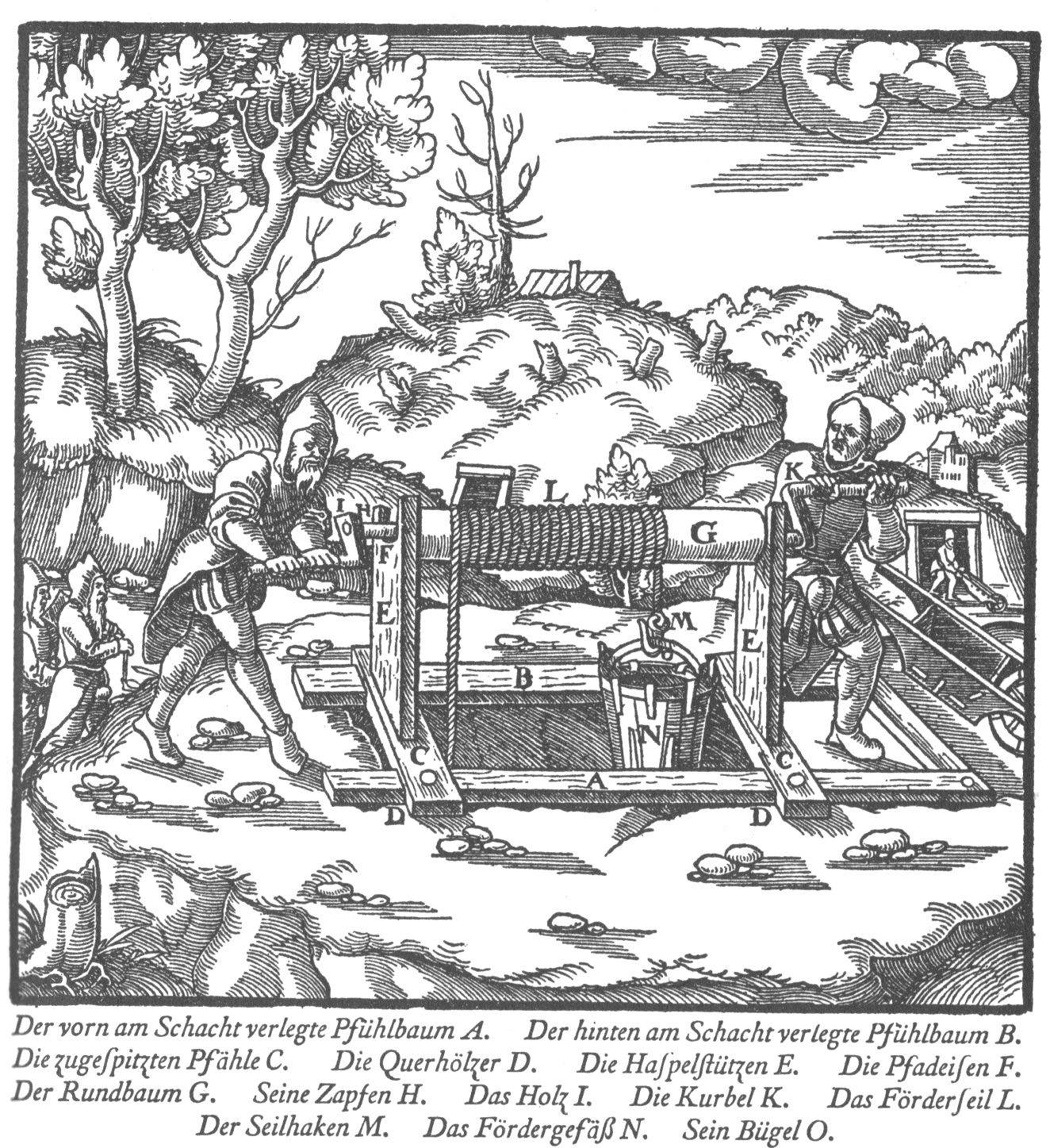
Haspel nach Agricola

In den Anfängen des Bergbaus benutzte man einen mit einer Kurbel angetriebenen Rundbaum, auf den man das Förderseil aufwickelte bzw. abwickelte. Eine Weiterentwicklung waren die Göpel. Hier wurden schon weiter entwickelte Seiltrommeln verwendet. Beim Hochziehen des Förderkorbs wickelte sich das Förderseil in sauberen Windungen auf die Seiltrommel auf. Geführt wurde das Seil durch schraubenförmig verlaufende Rillen, welche sich im Holzbelag der Seiltrommel befanden. Aus dieser Konstruktion entwickelte man dann auch Zweikorbförderungen mit zwei Förderseilen und zwei Trommeln, einer festen Trommel und einer losen Trommel. Während man Mitte des 19. Jahrhunderts an die Grenzen der Leistungsfähigkeit von Trommelmaschinen stieß, ist es heute möglich, mit modernen Trommelfördermaschinen Nutzlasten von 31 Tonnen mit einer Geschwindigkeit von 18 m/s aus Teufen von bis zu 3000 m zu fördern. Bei kleineren Lasten (bis zu 23 Tonnen) ist auch möglich aus einer Teufe von über 3100 Metern zu fördern.

## Aufbau und Funktion
Eine Trommelfördermaschine funktioniert nach dem Prinzip eines Seils, welches auf eine Trommel gewickelt wird. Die Trommel ist dabei so konstruiert, dass sie das Förderseil in einer Lage aufnehmen kann. Beim ablaufenden Seil wird das Seil von der Trommel abgewickelt, beim auflaufenden Seil wird es auf die Trommel gewickelt. Um den Reibschluss zu gewährleisten, müssen bei tiefster Korbstellung noch zwei volle Wicklungen auf der Trommel bleiben. Aus Sicherheitsgründen werden in der Regel für das sogenannte Abhauen zusätzliche Seillängen bei der Seillängendimensionierung berücksichtigt. Damit die Förderseile sich nicht von der Trommelbefestigung lösen, müssen sie mit mindestens zwei Seilklemmen am Seilträger befestigt werden. Zur sicheren Seilführung auf die Trommel werden die Einführungen möglichst schlank hergestellt. Eine Doppeltrommelfördermaschine ist im Prinzip ein doppelter Haspel, bei dem auf je einer Trommel ein Seil auf- und das andere abgewickelt wird. Ein großer Vorteil von Trommelfördermaschinen ist, dass die Förderseile einem geringeren Verschleiß unterliegen als die Seile von Treibscheibenfördermaschinen. Dadurch bedingt müssen die Förderseile seltener gewechselt werden.

## Gewichtsausgleich

Konische Trommel

Bei der Förderung wird das niedergehende Seil immer länger und damit auch schwerer. Bei Zweitrommelförderungen wird dann das aufgehende Seil kürzer und somit leichter. In der Schachtmitte sind beide Seile gleich lang und das Seilgewicht ausgeglichen. Diese unterschiedlichen Belastungen führen zu einem unruhigen und ungleichmäßigen Gang der Fördermaschine. Dies wirkt sich störend auf den Betrieb aus. Der Gewichtsausgleich wird durch zwei Arten erreicht, entweder durch die Verwendung von konischen Seiltrommeln oder durch die Verwendung von Gegengewichten. Bei den konischen Seiltrommeln wird das Förderseil beim Hochziehen der Last beginnend beim kleinsten Trommeldurchmesser auf die Spiraltrommel aufgewickelt. Bei Doppeltrommelmaschinen wird gleichzeitig das Seil der herabgehenden Last beginnend beim größten Trommeldurchmesser abgewickelt. Dadurch, dass nun das abgewickelte Seil am kleinen und das aufgewickelte Seil am großen Halbmesser angreift, wird eine annähernde Gleichheit der statischen Momente erreicht. Diese Trommeln erreichen aufgrund ihrer Größe entsprechend große Gewichte und wurden in Deutschland nur selten angewandt. In den Vereinigten Staaten von Amerika und in England wurden sie sehr oft angewandt. In England wurden die Trommelmaschinen häufig mit Gegengewichten versehen. Hierzu wurde auf der Seilkorbwelle ein zweiter, kleiner Seilkorb angebracht, auf den ein Gegengewicht in Form einer Kette aufgewickelt wurde. Diese Kette wurde meist in einem zweiten kleinen Schacht geführt, der neben dem Förderschacht lag. Durch das zur Förderrichtung gegensinnige Auf- und Abwickeln der Kette wurde der Gewichtsausgleich erzielt. Das Gewicht und somit die Länge der Kette musste entsprechend der Nutzlast berechnet werden.

## Bauformen
Trommelfördermaschinen werden überwiegend als Flurfördermaschinen erbaut, aufgrund der starken Seilablenkung sind Turmfördermaschinen sehr selten. Man unterscheidet zwischen Einzeltrommelmaschinen und Doppeltrommelmaschinen (Zweitrommel-Antriebsmaschinen). Einzeltrommelmaschinen besitzen einen Antriebsmotor, der die Trommel über ein Getriebe oder auch direkt antreibt. Einzeltrommelfördermaschinen haben gegenüber Maschinen mit Treibscheibe mit einem Fördergutträger und Gegengewicht den Vorteil, dass bei ihnen das Gegengewicht entfällt, sodass der Wetterwiderstand im Schacht gegenüber der Treibscheibenmaschine mit Gegengewicht geringer ausfällt. Einzeltrommelmaschinen werden in der Regel bei Schächten mit einer Teufe von bis zu 250 Metern eingesetzt. Sie finden aber auch Verwendung in Schächten, bei denen nur eine geringe Förderleistung erforderlich ist. Als Bremsen werden bei Einzeltrommelmaschinen Trommel- oder Scheibenbremsen verwendet. Doppeltrommelmaschinen gibt es sowohl mit einer Festtrommel und einer Lostrommel, als auch mit zwei Lostrommeln. Dabei werden die Lostrommeln als Seilträger über eine Versteckvorrichtung mit der Antriebswelle verbunden. Der Antrieb erfolgt hier durch einen oder auch zwei Motoren. Die Motoren können direkt gekuppelt oder über Getriebe mit der Trommel verbunden werden. Als Bremsen werden auch hier Trommel- oder Scheibenbremsen verwendet. Bei Zweitrommelmaschinen ist es möglich, diese mit einer sogenannten Versteckeinrichtung auszurüsten. Bei diesen Maschinen ist es zwingend erforderlich, dass zum Verstecken eine separate Bremse für die Lostrommel vorhanden ist.

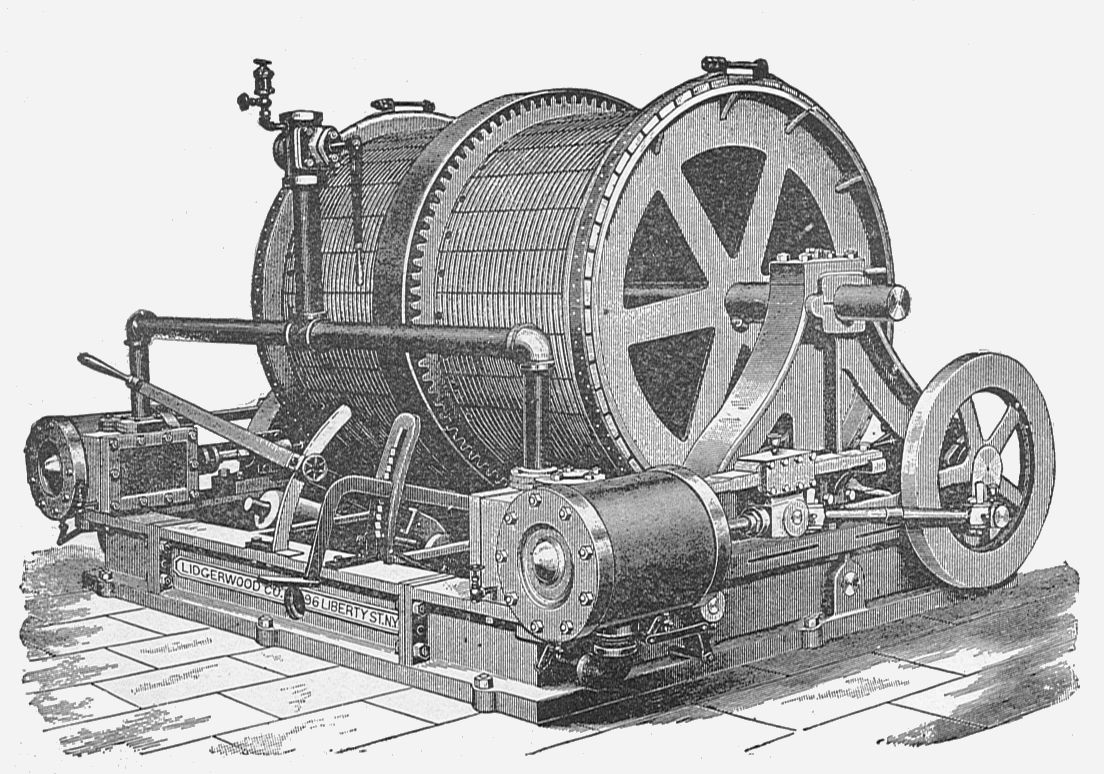
Trommelfördermaschine mit Dampfantrieb
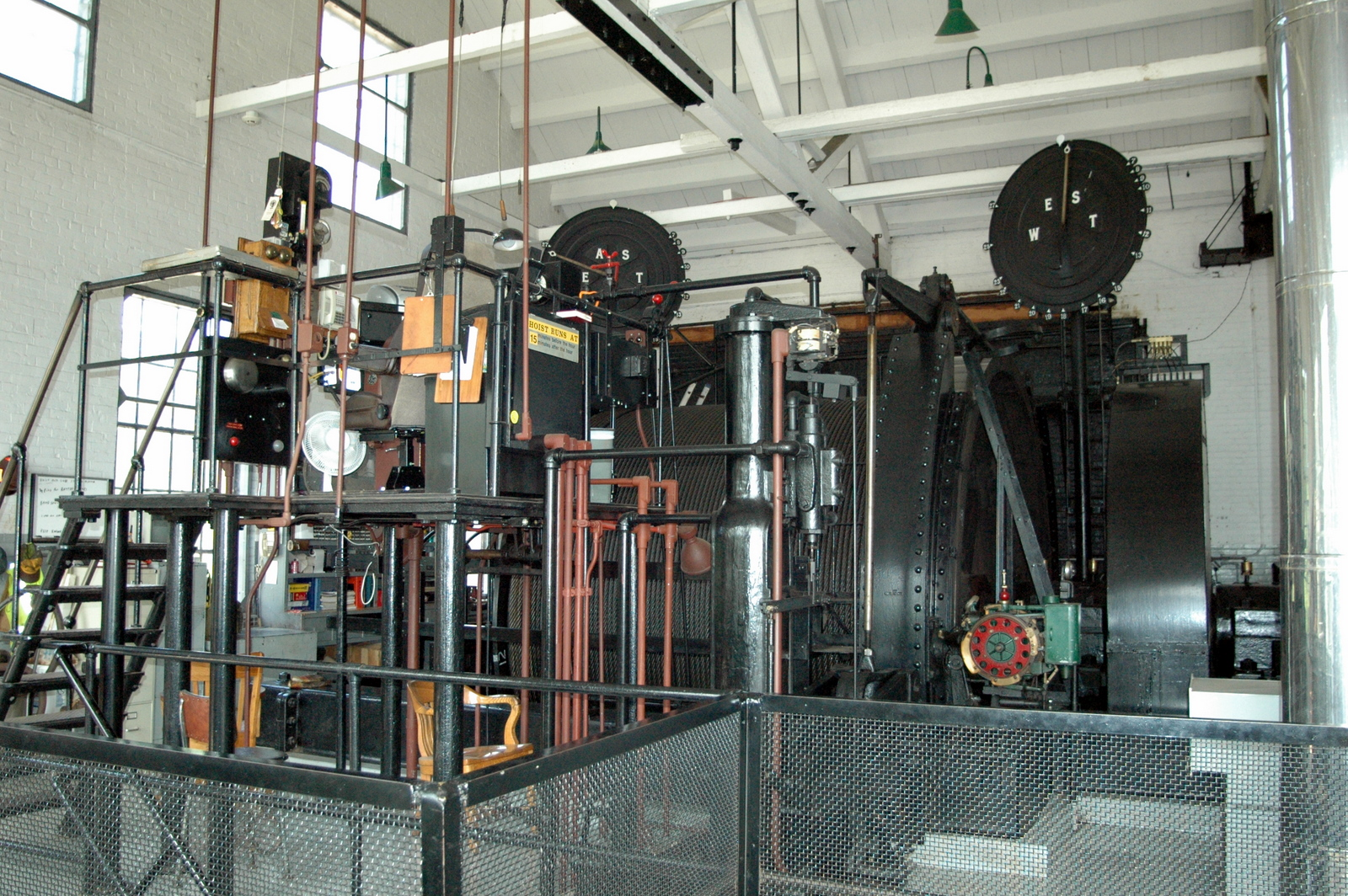
Trommelfördermaschine der Soudan Mine
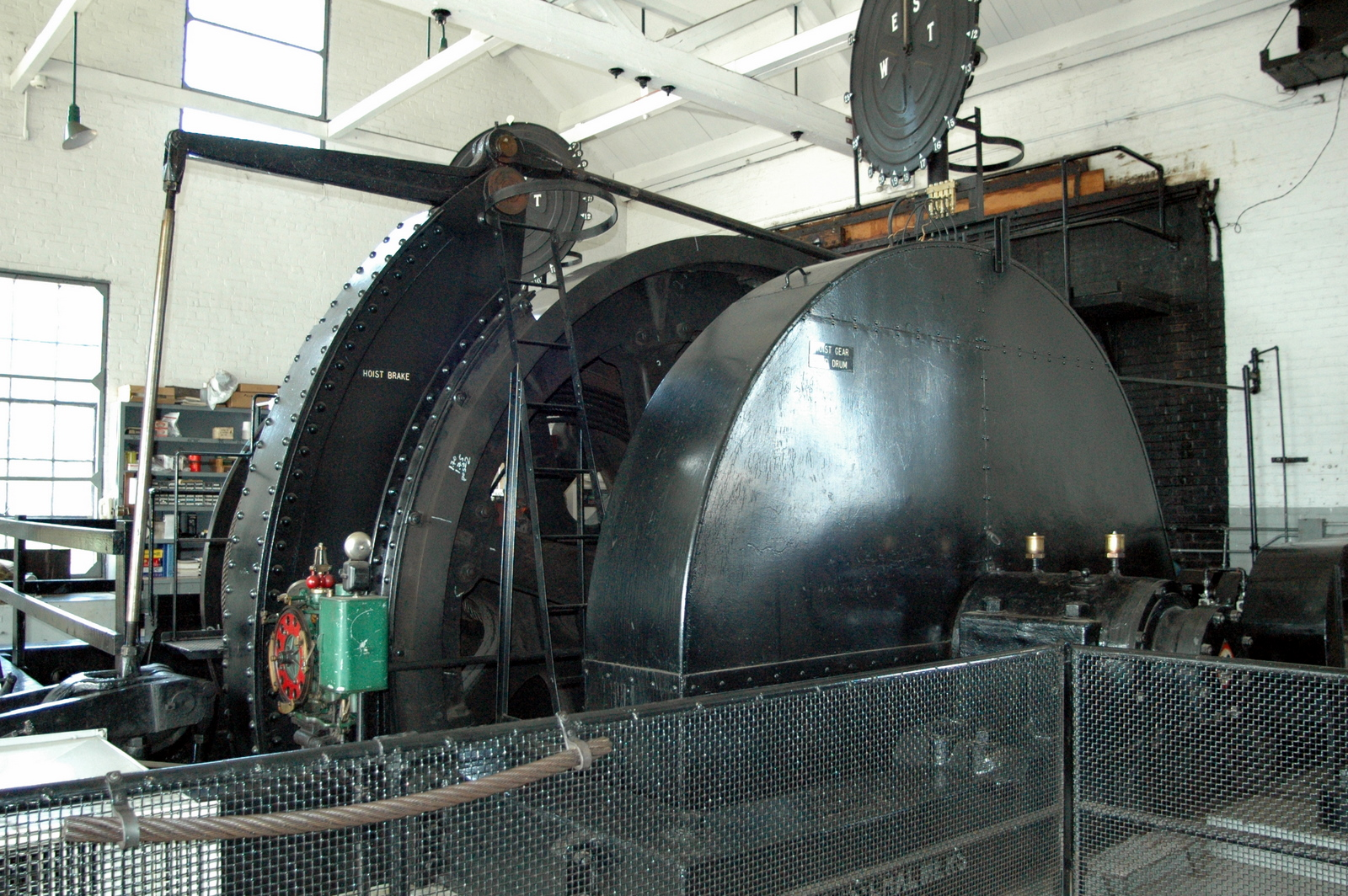
Seitenansicht der Fördermaschine
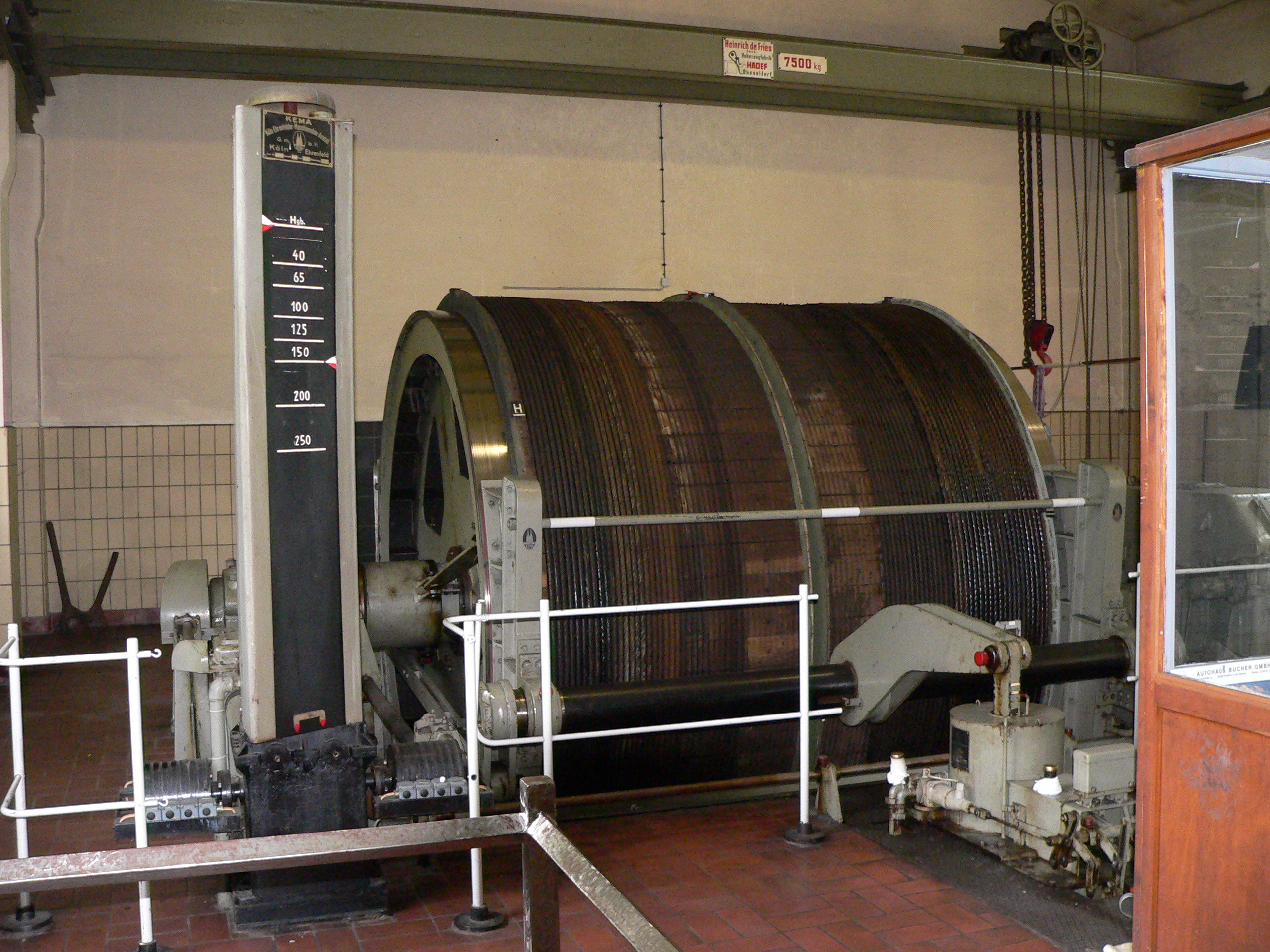
Trommelförderung mit zylindrischer Trommel
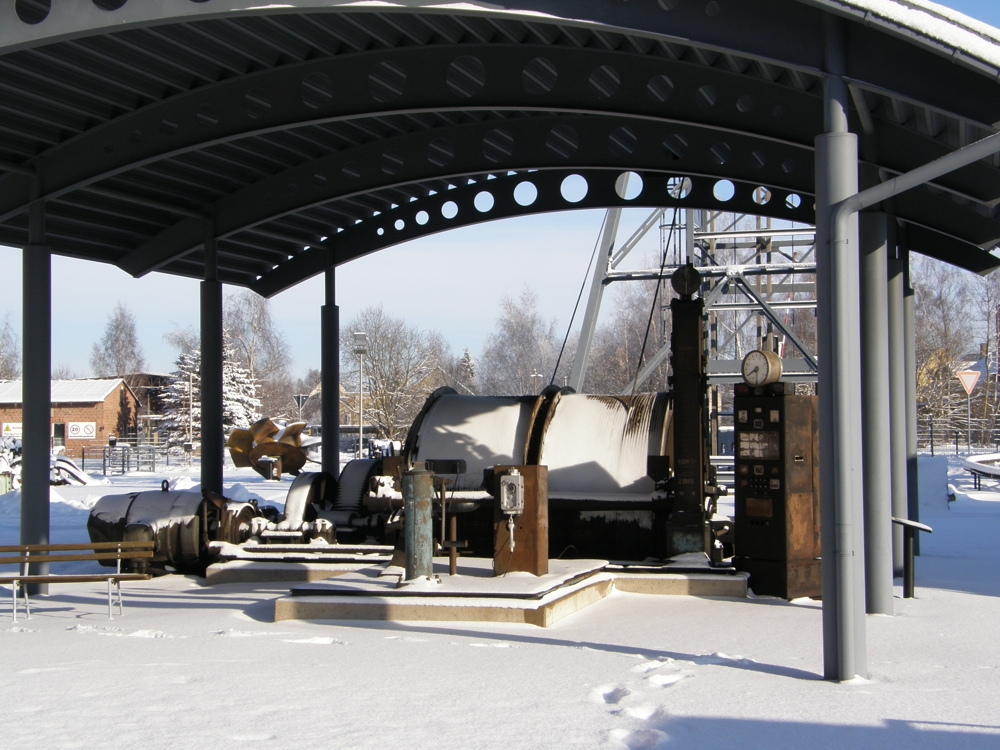
Trommelfördermaschine auf dem Gelände des Bergbaumuseums Oelsnitz

## Zweikorbbetrieb

Prinzip der Blair-Fördermaschine

In manchen Bergwerken, z. B. im Erzbergbau, ist es oftmals erforderlich, dass während einer Schicht von mehreren unterschiedlichen Sohlen gefördert werden muss. Bei Trommelfördermaschinen mit Doppeltrommel ist ein Zweikorbbetrieb von jeder Sohle möglich. Dazu müssen die Trommeln mit Lostrommeln ausgerüstet sein. Diese Lostrommeln lassen sich in beliebiger Stellung der Festtrommel kuppeln. Um den Zweikorbbetrieb von einer Zwischensohle zu tätigen, muss zunächst ein Förderkorb an der entsprechenden Zwischensohle positioniert werden. Dann wird die Lostrommel der jeweiligen Seite mit einer Feststellbremse blockiert und abgekuppelt. Dadurch dreht sich die Trommel beim Positionieren des zweiten Förderkorbes nicht mit. Nachdem der zweite Korb an der entsprechenden Stelle positioniert ist, wird die Lostrommel der ersten Seite wieder mit der Festtrommel gekuppelt und die Feststellbremse gelöst. Die Zeit, die für das Verstecken benötigt wird, die sogenannte Versteckzeit, beträgt etwa drei Minuten.

## Große Teufen
Bei großen Teufen stoßen normale Trommelfördermaschinen an ihre Grenzen. Insbesondere bei großen Lasten, wie sie bei der Schwerlastförderung vorkommen, machen sich die  größeren Teufen bei der Trommelförderung stark bemerkbar. Durch das große Gewicht des Förderseils, welches neben dem Gewicht der Nutzlast und dem Gewicht des Fördermittels auch das Eigengewicht tragen muss, ist hier bald die Grenzteufe erreicht. Des Weiteren müssen bei großen Seildurchmessern entsprechend große Seilkörbe verwendet werden, was technisch kaum noch beherrschbar ist. Im Jahr 1957 stellte der Ingenieur Robert Blair eine Trommelfördermaschine vor, bei der der Seilträger für zwei Förderseile konstruiert war. Dieses System ist aufgrund der besonderen Konstruktion für besonders große Teufen (> 2300 Meter) geeignet. Im Jahr 1958 wurde die erste Blair-Fördermaschine installiert.
Die Seiltrommel hat bei dieser Maschine zwei Wickelbereiche. Aufgrund dieser Konstruktion lassen sich die beiden Förderseile separat auf der Trommel befestigen und aufwickeln. Probleme bereiten bei Trommelfördermaschinen die bei großen Teufen zwangsläufig vorhandenen Abmessungen der Trommeln, insbesondere die große Breite der Trommel, durch die der Ablenkwinkel zur Seilscheibe größer als 1,5 Grad werden kann. Um den daraus resultierenden Schrägzug des Seiles auszugleichen, werden bei der Blair-Trommelfördermaschine die beiden Trommeln in einem Winkel von etwa 4,5 Grad zueinander montiert und mittels Kardangelenk verbunden. Am Fördergutträger ist jedes Förderseil nicht mit einem einfachen Zwischengeschirr befestigt, sondern wird aus einer Kombination von Zwischengeschirr und einer am Fördergefäß mittels Tragkonstruktion befestigten Umlenkscheibe am Fördergutträgers befestigt. Bedingt dadurch werden moderate Seillängenänderungen entweder des Einen oder des Anderen Seiles kontinuierlich während des Treibens des Fördermittels ausgeglichen. Das führt zu einer gleichmäßigen Lastverteilung auf beide Seile, die zudem noch durch eine technische Konstruktion, die sich an den Trommeln befindet, unterstützt wird.
Der Lastausgleich der Seilgewichte wird durch ein zweites baugleiches System erreicht. Die beiden Systeme werden entweder elektrisch oder mechanisch gekuppelt. Werden die beiden Systeme elektrisch gekuppelt, reagiert das System wie zwei getrennte Maschinen. Nachteilig bei der elektrischen Koppelung sind die höheren Anschaffungskosten und der höhere, durch das größere Gewicht bedingte Energieverbrauch. Bei der mechanischen Kupplung werden die beiden Systeme über ein Kardangelenk miteinander verbunden. Dadurch wird die kompensierende Kraft des anderen Trums genutzt, das erforderliche Drehmoment im belasteten System wird dadurch gesenkt. Blair-Fördermaschinen werden überwiegend in Südafrika eingesetzt. Dies liegt vermutlich daran, dass sie dort für den Einsatz in den dort häufiger vorkommenden tiefen Schächten erfunden wurden.

## Beispiele von Trommelfördermaschinen

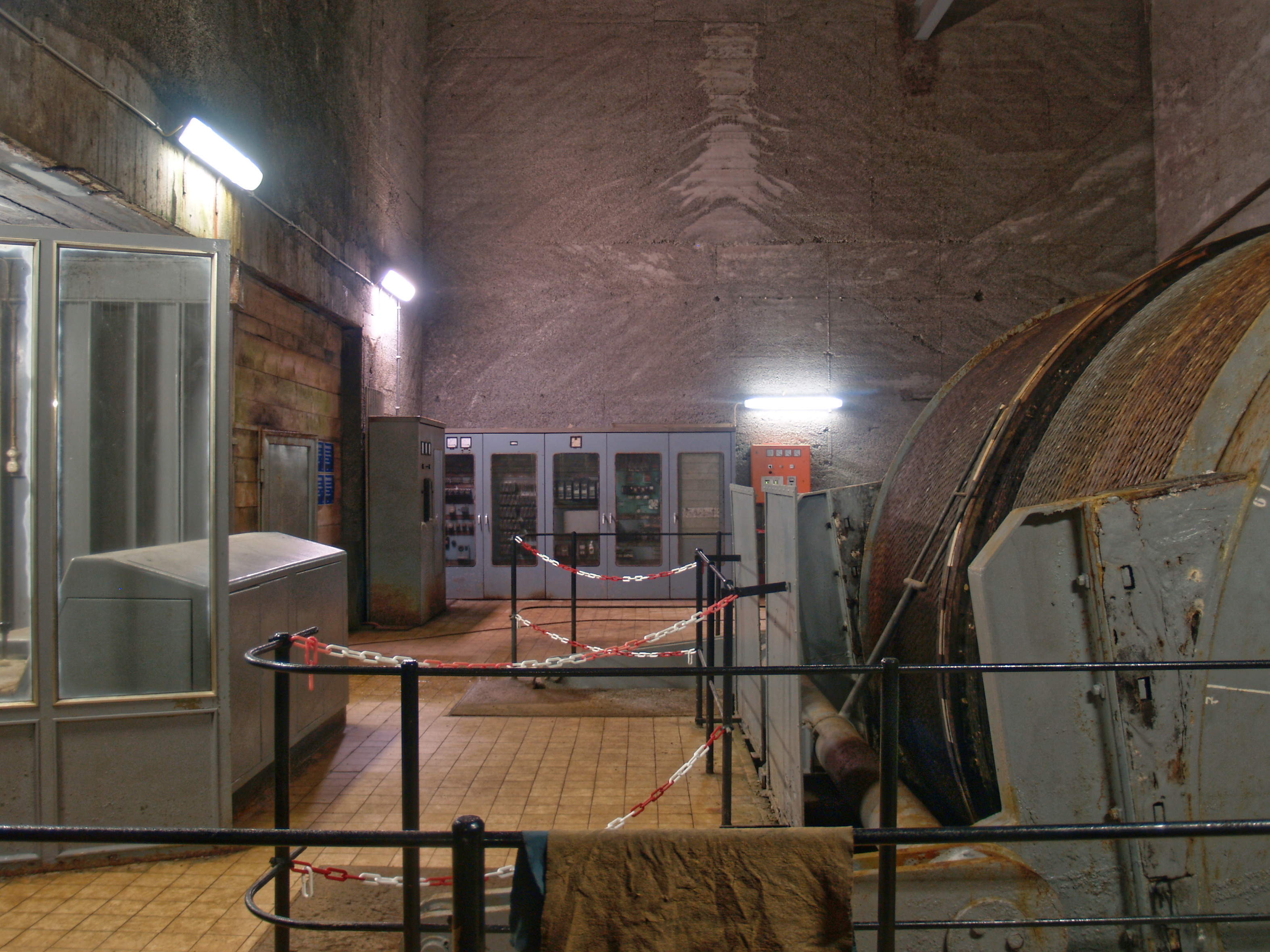
Trommelfördermaschine mit zwei Trommeln in Ramsbeck

Auf der Zeche Scharnhorst war Anfang des 20. Jahrhunderts eine Trommelfördermaschine in Betrieb, die bis zu einer Teufe von 600 Metern förderte. Auf dem Bergwerk Ibbenbüren wurde eine Blair-Eintrommel-Fördermaschine betrieben. Die Maschine förderte aus einer Teufe von 1500 Metern eine maximale Nutzlast von 15 Tonnen. Die Maschine hatte einen Direktantrieb mit einer Antriebsleistung von 1500 Kilowatt.  Auf dem Hauptschacht des Goldbergwerks South Deep steht die z. Z. größte Blair - Doppeltrommelfördermaschine der Welt mit einer Länge von 33 Metern, einer Breite von rund 11 Metern, einem Trommeldurchmesser von 7,1 Metern und einer Antriebsleistung von 13.000 Kilowatt. Auf dem Bergwerk Kidd Creek steht eine Doppeltrommel-Fördermaschine mit einer Antriebsleistung von 4000 Kilowatt. Die Maschine ist mit Versteckvorrichtungen versehen und kann aus einer Teufe von 1818 Metern eine Nutzlast von 16,8 Tonnen mit einer Fördergeschwindigkeit von 16 Metern pro Sekunde bewegen. Der Trommeldurchmesser der Seilträger beträgt 5,5 Meter.
Auf dem ehemaligen Erzbergwerk Ramsbeck befindet sich unter Tage die größte Trommelfördermaschine, die jemals in Europa unter Tage eingebaut wurde. Die Maschine diente als Antrieb für einen Blindschacht und hatte eine Antriebsleistung von rund 1250 Kilowatt. Auf dem Bergwerk Neves Corvo wird ein Doppeltrommel-Fördermaschine betrieben, die eine Antriebsleistung von 2450 Kilowatt hat. Die Maschine ist mit einer Versteckvorrichtung ausgerüstet und kann eine Nutzlast von 12,5 Tonnen aus einer Teufe von 585 Metern mit einer Fördergeschwindigkeit von 12,5 Metern pro Sekunde heben. Der Durchmesser des Seilträgers beträgt 6,1 Meter.